# Cakov
Cakov je vesnice, část obce Senice na Hané v okrese Olomouc. Nachází se asi 4,5 km na západ od Senice na Hané. V roce 2009 zde bylo evidováno 97 adres. V roce 2001 zde trvale žilo 250 obyvatel.
Cakov je také název katastrálního území o rozloze 3,8 km2.

## Název
Jméno vesnice původně znělo Čakov a bylo odvozeno od osobního jména Čak, což byla domácí podoba některého jména obsahujícího Čá- (například Čábud, Čáhost, Čáslav). Jméno vsi tedy znamenalo "Čakův majetek". Do němčiny bylo české jméno přejato s počátečním C- (psáno Tzakow nebo Zakow) a z něj vznikla dnešní česká podoba.

## Obyvatelstvo

### Struktura
Vývoj počtu obyvatel za celou obec i  za jeho jednotlivé části uvádí tabulka níže, ve které se zobrazuje i příslušnost jednotlivých částí k obci či následné odtržení. 
| Místní části   | Místní části | 1869 | 1880 | 1890 | 1900 | 1910 | 1921 | 1930 | 1950 | 1961 | 1970 | 1980 | 1991 | 2001 | 2011 |
| -------------- | ------------ | ---- | ---- | ---- | ---- | ---- | ---- | ---- | ---- | ---- | ---- | ---- | ---- | ---- | ---- |
| Počet obyvatel | část Cakov   | 369  | 362  | 403  | 462  | 431  | 428  | 403  | 341  | 365  | 334  | 304  | 269  | 250  | 252  |
| Počet domů     | část Cakov   | 64   | 68   | 71   | 76   | 77   | 80   | 83   | 91   | 88   | 86   | 82   | 89   | 92   | 94   |

## Osobnosti
- Leopold Kašpar (1857–1941), podnikatel, zakladatel továrny na mlynářské a sladovní stroje.[8]

- Heřman Josef Tyl (1914–1993), katolický kněz, premonstrát, opat kláštera Teplá

## Další fotografie

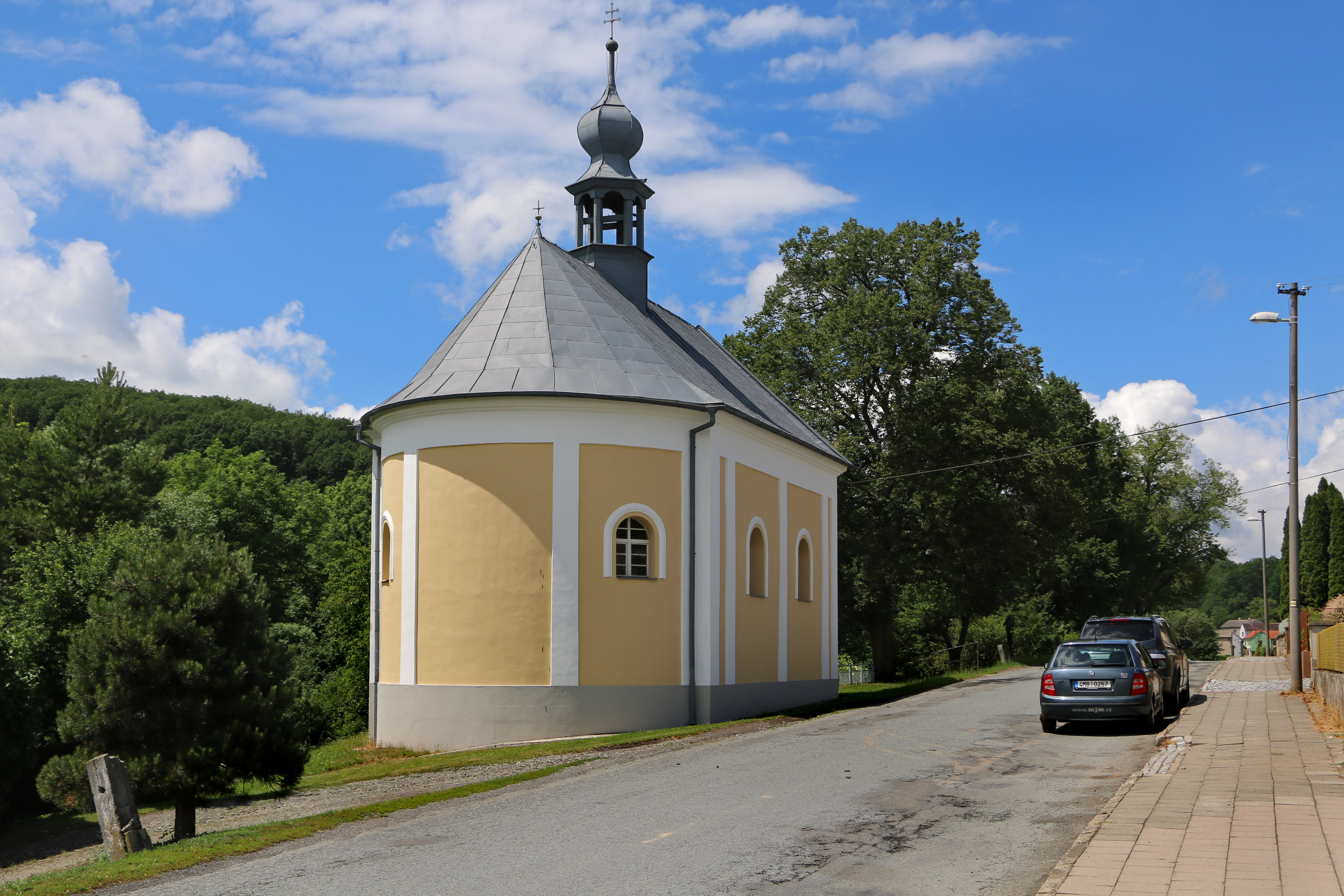
Kaple u hlavní silnice
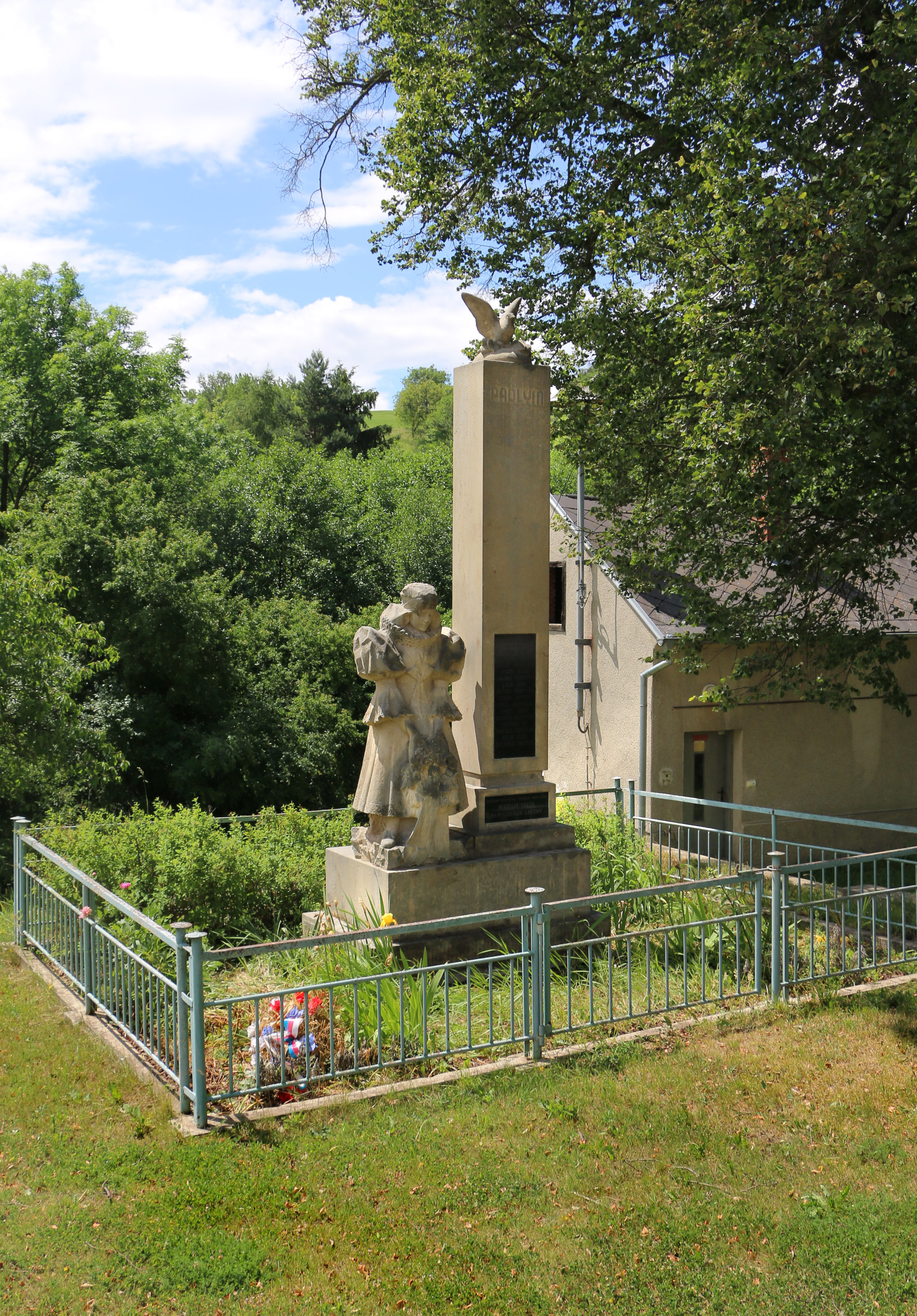
Památník obětem I. světové války
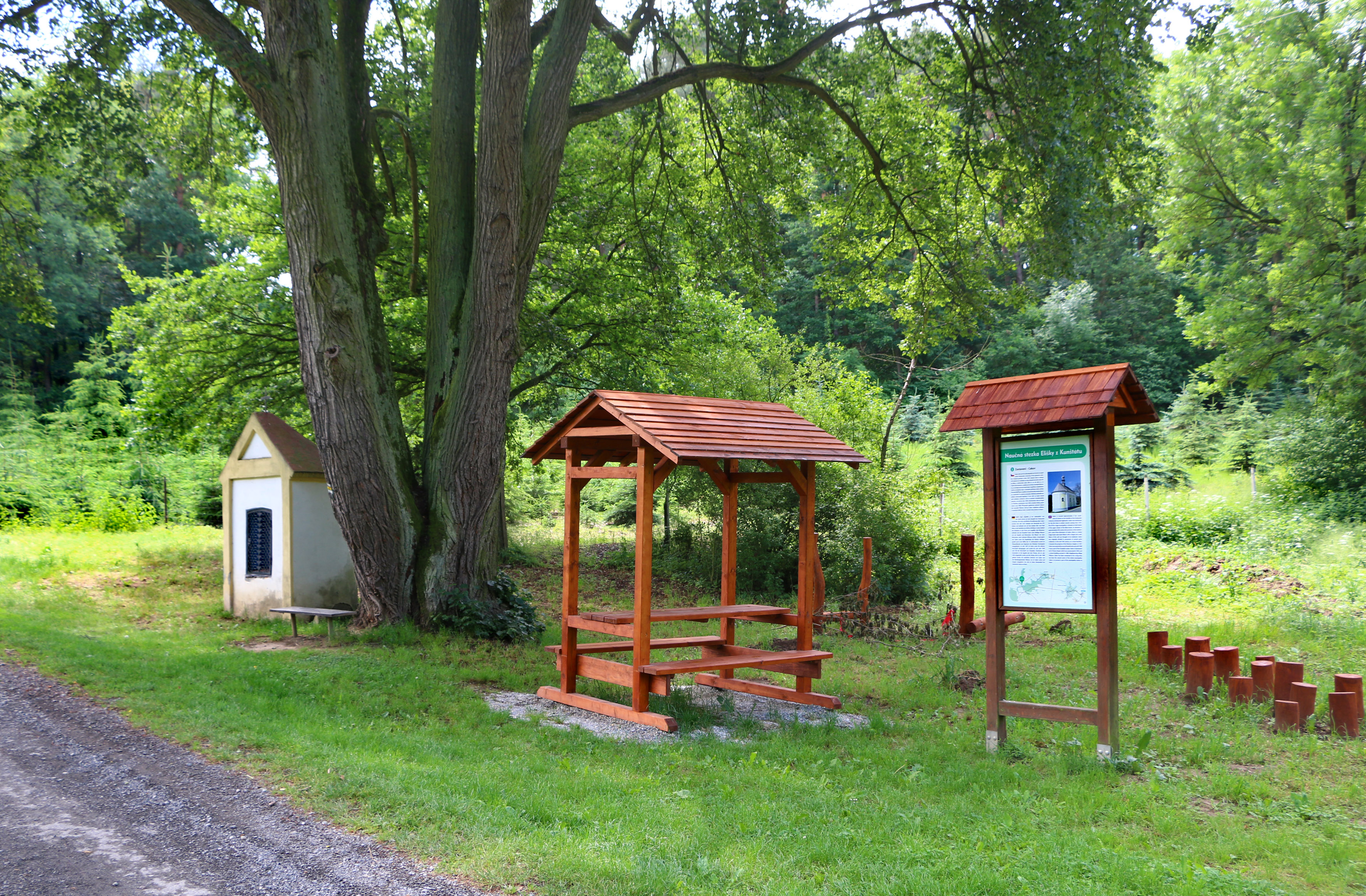
Kaplička s odpočívkou